# Ksar Amamou
Ksar Amamou (en arabe : قصر عمامو) est un village fortifié dans la province de Zagora, région de Draa-Tafilalet au sud-est du Maroc .